# Radu Nunweiller
Radu Nunweiller (ur. 16 listopada 1944 w Bukareszcie) – rumuński piłkarz grający na pozycji środkowego pomocnika. W swojej karierze rozegrał 42 mecze w reprezentacji Rumunii i strzelił w niej 2 gole.

## Kariera klubowa
Karierę piłkarską Nunweiller rozpoczął w klubie Tânarul Dinamovist i grał tam w drużynach młodzieżowych. W 1962 roku został piłkarzem klubu Viitorul Bukareszt. Wtedy też awansował do kadry pierwszej drużyny. 21 października 1962 roku zadebiutował w pierwszej lidze rumuńskiej w przegranym 2:4 wyjazdowym meczu z Steauą Bukareszt. Był to jego jedyny ligowy mecz w barwach Viitorulu.
Latem 1963 roku Nunweiller przeszedł do Dinama Bukareszt. Swoje pierwsze sukcesy ze stołecznym klubem osiągnął już w sezonie 1963/1964, gdy zdobył z nim Puchar Rumunii oraz wywalczył mistrzostwo kraju. Wraz z Dinamem jeszcze czterokrotnie był mistrzem kraju w sezonach: 1964/1965, 1970/1971, 1972/1973 i 1974/1975 i oraz czterokrotnie wicemistrzem w sezonach: 1966/1967, 1968/1969, 1973/1974 i 1975/1976. W sezonie 1967/1968 zdobył też swój drugi Puchar Rumunii.
Latem 1976 roku Nunweiller odszedł z Dinama Bukareszt do zespołu Corvinul Hunedoara. W 1979 roku spadł z nim z pierwszej do drugiej ligi. Po sezonie 1978/1979 zakończył swoją karierę.
| Sezon   | Klub               | Kraj    | Rozgrywki | Mecze | Bramki |
| ------- | ------------------ | ------- | --------- | ----- | ------ |
| 1962/63 | Viitorul Bukareszt | Rumunia | Divizia A | 1     | 0      |
| 1963/64 | Dinamo Bukareszt   | Rumunia | Divizia A | 5     | 2      |
| 1964/65 | Dinamo Bukareszt   | Rumunia | Divizia A | 18    | 1      |
| 1965/66 | Dinamo Bukareszt   | Rumunia | Divizia A | 18    | 1      |
| 1966/67 | Dinamo Bukareszt   | Rumunia | Divizia A | 18    | 4      |
| 1967/68 | Dinamo Bukareszt   | Rumunia | Divizia A | 13    | 0      |
| 1968/69 | Dinamo Bukareszt   | Rumunia | Divizia A | 19    | 1      |
| 1969/70 | Dinamo Bukareszt   | Rumunia | Divizia A | 27    | 4      |
| 1970/71 | Dinamo Bukareszt   | Rumunia | Divizia A | 30    | 5      |
| 1971/72 | Dinamo Bukareszt   | Rumunia | Divizia A | 26    | 4      |
| 1972/73 | Dinamo Bukareszt   | Rumunia | Divizia A | 30    | 7      |
| 1973/74 | Dinamo Bukareszt   | Rumunia | Divizia A | 30    | 4      |
| 1974/75 | Dinamo Bukareszt   | Rumunia | Divizia A | 29    | 2      |
| 1975/76 | Dinamo Bukareszt   | Rumunia | Divizia A | 32    | 3      |
| 1976/77 | Corvinul Hunedoara | Rumunia | Divizia A | 11    | 1      |
| 1977/78 | Corvinul Hunedoara | Rumunia | Divizia A | 24    | 1      |
| 1978/79 | Corvinul Hunedoara | Rumunia | Divizia A | 2     | 0      |

## Kariera reprezentacyjna
W reprezentacji Rumunii Nunweiller zadebiutował 21 września 1966 roku w przegranym 0:2 towarzyskim meczu z Niemiecką Republiką Demokratyczną. W 1970 roku został powołany do kadry na Mistrzostwa Świata 1970. Wystąpił na nich w 3 meczach: z Anglią (0:1), z Czechosłowacją (2:1) i z Brazylią (2:3). Od 1966 do 1975 roku rozegrał w kadrze narodowej 42 spotkania i strzelił w nich 2 bramki.

## Kariera trenerska
Po zakończeniu kariery piłkarskiej Nunweiller został trenerem. Prowadził szwajcarskie kluby FC Martigny-Sports, Lausanne Sports, Étoile Carouge FC, CS Chênois i Yverdon-Sport FC oraz rodzimy UT Arad.

## Życie prywatne
Jego 6 braci, Costică Nunweiller I, Dumitru Nunweiller II, Ion Nunweiller III, Lică Nunweiller IV, Victor Nunweiller V i Eduard Nunweiller VII także grało zawodowo w piłkę nożną.